# Ta Sda
Ta Sda es una comuna (khum) del distrito de Sampov Lun, en la provincia de Battambang, Camboya. En marzo de 2008 tenía una población estimada de 4420 habitantes.
Se encuentra ubicada al oeste del país, a poca distancia al este de los montes Cardamomo y la frontera con Tailandia y al oeste del lago Sap (Tonlé Sap).